# Las Torres de Cotillas
Las Torres de Cotillas es un municipio español de la Región de Murcia, situado en la comarca de la Vega Media del Segura. Cuenta con 22 406 habitantes (INE 2024), tiene una superficie de 39 km² y está situada a una altitud de 82 m. Forma parte del área metropolitana de Murcia, estando situada a 15 km de la ciudad de Murcia.
Limita al norte con el municipio de Alguazas, sirviendo de separación entre ambos el río Mula; al oeste con los municipios de Campos del Río y Murcia; al sur con este último, y al este con Molina de Segura, sirviendo de separación entre ambos el río Segura.

## Geografía
El término municipal se caracteriza por poseer un relieve de escasa altitud, advirtiéndose en él pequeñas elevaciones originadas por ligeras ondulaciones de materiales miocénicos que conforman los accidentes orográficos de mayor altitud y leve pendiente hacia la vega media del río Segura, situada al este del territorio.

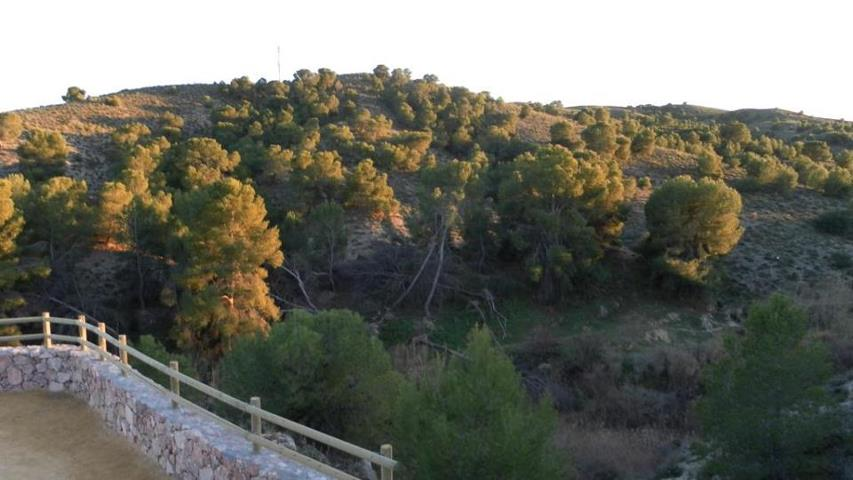
Paraje natural de la Rambla Salada, que hace de límite meridional del municipio

Las zonas más elevadas se localizan en el sector occidental y central del municipio, y al sureste, en el límite con el municipio de Murcia, con altitudes ligeramente superiores a los 200 metros. Las cotas más bajas se sitúan junto la ribera del río Segura, con una altitud media en torno a 78 metros. 
Los materiales que conforman el relieve son principalmente margas miocénicas, mientras la vega del Segura, al ser una llanura de inundación, presenta limos. El principal cauce de agua superficial que atraviesa el municipio es el río Segura. A él vierten el río Mula al norte del término municipal y la Rambla Salada al sur, cauces de agua esporádicos que pueden registrar en ocasiones grandes avalanchas de agua tras las violentas precipitaciones que tienen lugar en este sector.
| Noroeste: Alguazas    | Norte: Alguazas | Noreste: Alguazas      |
| Oeste: Campos del Río |                 | Este: Molina de Segura |
| Suroeste Murcia       | Sur: Murcia     | Sureste: Murcia        |

## Historia

### Introducción
La historia de Las Torres de Cotillas está condicionada por su situación entre los ríos Mula y Segura. Se encuentra en plena Vega Media, en unas tierras muy fértiles, cuya explotación se remonta a época romana, tal y como atestigua el yacimiento de las termas de La Loma; y posteriormente por los musulmanes, en las alquerías de Alguazas de Cotillas (Cotillas la Vieja) y Benahendin.
En 1243, el por entonces infante Alfonso X "El Sabio" integra este territorio en la Corona de Castilla en virtud del Tratado de Alcaraz.

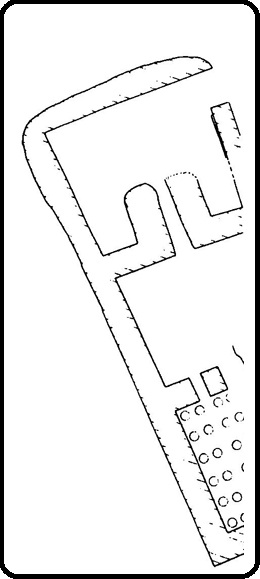
Zona excavada en el yacimiento romano de La Loma

El municipio de Las Torres de Cotillas se remonta al siglo XIV, cuando Alfonso XI concedió a Pedro Martínez Calvillo un privilegio real de mayorazgo. Hasta el siglo XX su devenir ha estado marcado por los enfrentamientos con los Calvillo y sus descendientes, y por su lucha por obtener agua para su huerta, ya que la disposión del río Mula al norte, dificultaba la llegada de acequias o canales de aguas arriba del Segura.
Su patrimonio más destacado se ciñe a la parroquia de Nuestra Señora de la Salceda, patrona del municipio, construida a finales del siglo XVIII, y al palacete de los D'Estoup, del siglo XIX.
El siglo XX ha supuesto el desarrollo definitivo de la villa, dada su situación estratégica en el eje de comunicaciones hacia Levante, Andalucía y Madrid. Con las aguas del transvase Tajo-Segura, se han convertido muchas tierras del secano al regadío, contribuyendo al desarrollo económico del municipio murciano.

### Antigüedad

#### Las termas de la villa romana de La Loma
Entre los años 1920 y 1930, mientras se acondicionaban unos terrenos para su explotación, se hallaron unos restos cerámicos y algunos sillares en la pedanía torreña de La Loma. Ya en 1979, quedó descubierto el conjunto termal. Consistía en dos estancias de forma cuadrada, con unos cuatro metros de lado aproximadamente. Estaban dotadas con un sistema de calefacción bajo el pavimento, pilastras de ladrillo y comunicadas mediante un pasillo con el praefurnium. Estas termas eran parte de una villa romana.
Tras estudiar los restos cerámicos encontrados, deducimos que esta villa alcanzó su esplendor en la época tardorromana, acusando una fuerte romanización. También se ha encontrado una necrópolis en las inmediaciones.
Actualmente, este yacimiento se encuentra sepultado para un futuro estudio.

### Edad Media

#### Época musulmana
Entra dentro del campo de la posibilidad que la palabra Cotillas derive del escritor andalusí Ibn al-Kotiyya o Ibn al-Qutiyya, un descendiente directo del rey Godo Witiza, que murió en Córdoba allá por el año 977 de nuestra era, y, entre otros escritos, escribió su formidable Historia de la Conquista de Al-Andalus, dándole mucha más importancia a los pactos habidos entre arrianos y musulmanes, que a las épicas hazañas de espada que los cronistas omeyas andalusís ponen de relieve. 
En Las Torres de Cotillas existieron en época musulmana dos poblaciones rurales. Por un lado, estaba Alguazas de Cotillas, situada en la actual pedanía de San Pedro, junto a los ríos Mula y Segura. La palabra Cotillas deriva de qutyya, cuyo origen sea un posible poblamiento godo anterior. El otro núcleo de población se llamaba Benahendin.
Los habitantes de esa época vivían de la agricultura de regadío. En la pedanía de La Florida, aún se conservan unos restos de un acueducto que transportaba el agua desde el río Mula a la población. Hoy día, esos restos se encuentran muy degradados y sin protección alguna.
Las poblaciones musulmanas se organizaban en alquerías, que eran pequeños núcleos rurales donde los campesinos que trabajaban la tierra eran dueños de ella.
Territorio perteneciente a la antigua Taifa de Murcia, se convirtió en dominio de la Corona de Castilla en virtud del Tratado de Alcaraz en 1243, aunque en forma de protectorado, bajo autonomía musulmana hasta la revuelta mudéjar de 1264-1266 y la posterior intervención aragonesa de 1266 que le dio fin.

#### Señorío medieval de los Calvillo
Tras el establecimiento del Reino de Murcia, Cotillas no era un municipio independiente, sino que estaba dentro del término de Molina de Segura. Tras el repartimiento de tierras, la zona perteneció a Nuño y Pedro Díaz de Castañedo, almirantes de la mar de Castilla. Cuando Jaime II de Aragón ocupó el Reino de Murcia, éstos se rebelaron, expulsándolos de Cotillas y entregándosela a Ramón de Manresa. 
Tras la Sentencia Arbitral de Torrellas de 1304, que devolvía el Reino de Murcia a la corona de Castilla, Cotillas se convirtió en mayorazgo de Pedro Martínez Calvillo en 1318, surgiendo así el régimen señorial que se mantendría hasta el siglo XIX.

### Edad Moderna

#### SigloXVI
A mediados del siglo XVI, Cotillas rozaba los 50 vecinos. Toda la población era pobre dado que el señorío ocupaba un reducido espacio y con grandes dificultades para acceder al agua para el cultivo de sus huertas. La solución para paliar este problema era llevar a cabo obras hidráulicas, pero los municipios vecinos de Ceutí y Alguazas, más consolidados y con más poder, se negaron.
A finales del siglo XVI, la población seguía estancada, seguía habiendo problemas con el agua de regadío y el cultivo de la morera fracasó, agudizando los ya de por sí, importantes problemas del señorío. 

#### SigloXVII
En el siglo XVII, la población de Cotillas aumenta significativamente hasta llegar a los 168 habitantes. Hay un dato curioso, ya que el 70 % de la población eran cristianos mientras que el 30 % restante eran moriscos, por lo que la expulsión de estos últimos no afectó tan gravemente como a los municipios vecinos, con una población morisca superior.
A mediados del siglo XVII, la recuperación demográfica y económica llegó a su fin, además una epidemia de paludismo afectó a la villa dejando en 1719 a tan solo 25 habitantes.

#### SigloXVIII
Tras las epidemias de finales del siglo XVII, el cultivo predomínate, el del arroz, queda prohibido. Don Cristóbal Antonio Bustos y Balboa, tercer marqués de Corvera y señor de Cotillas, pleiteó contra los terratenientes de Cotillas. Más adelante, luchó para que todas las tierras de Cotillas estuvieran bajo su mayorazgo, sin éxito.
El cuarto marqués de Corvera intentó reunir en un solo emplazamiento la población de Cotillas, que por entonces se repartía en tres núcleos: Cotillas la Vieja, Casas Blancas y Las Torres. Al fracasar en el intento comenzó un cuestionamiento del régimen señorial. La familia Bustos no consiguió elevar su poder ni solucionar los principales problemas de la villa, que seguía siendo la escasez de agua. 
El censo de Floridablanca de 1787 mostraba una población de 1.379 vecinos, suponiendo un grandísimo aumento demográfico, de ahí que a finales de siglo se edificase la parroquia de Nuestra Señora de la Salceda en la localidad de Las Torres.

### Edad Contemporánea

#### SigloXIX
La población de Cotillas estaba en contra de su señor. El marqués de Corvera conservaba numerosos privilegios. El proceso de liberación del mayorazgo fue conflictivo. En 1845, por una sentencia del Tribunal Supremo, la localidad se incorporaba al Estado, si bien se reconocían al marqués de Corvera los derechos de propiedad privada. 
En 1850 el municipio contaba con 1.430 vecinos.
En 1865 se produjo la llegada del ferrocarril a Las Torres con la inauguración del tramo Murcia-Albacete de la línea Chinchilla-Cartagena.
En 1886, el marqués de Corvera reclamó las aguas del río Segura para Cotillas a través de una demanda contra los regantes de Alguazas y Ceutí. En 1889 el Tribunal Supremo dictó sentencia a favor de Alguazas y Ceutí.
El conflicto entre los vecinos y el marqués se prolongó durante el siglo XIX, con la figura del terrateniente José María D'Estoup, 

#### SigloXX
Hasta la reforma de la nomenclatura municipal de 1916 el municipio se llamaba simplemente Cotillas. En dicha fecha su nombre fue modificado por el de Las Torres de Cotillas, al concentrarse la mayor parte de la población en el núcleo urbano de Las Torres. 
En la década de 1920, la economía torreña seguía estancada, marcada por la falta de agua para riego. En torno a 1925, los hermanos Ródenas instalaron los primeros motores hidráulicos para el regadío en Los Pulpites. Junto a las carencias hidráulicas, culturales (aunque el Ayuntamiento decidió construir escuelas propias en 1924), sanitarias y de seguridad, la población se veía sometida a otras calamidades. Entre ellas, largos períodos de sequía alternados con inundaciones y terremotos importantes como los de 1911 y 1917. Con todo, la villa pasó de los 2606 habitantes en 1900 a los 3970 de 1930.
Muestra del lento progreso de Las Torres de Cotillas fue la instalación de las primeras fábricas de conservas en la década de 1920. Como consecuencia de la pobreza y el aislamiento que trajeron consigo la guerra civil española (1936-1939) y la dura posguerra, el crecimiento poblacional se vio frenado. Así pues, en 1940 Las Torres de Cotillas contaban con 4.806 habitantes, cifra que un decenio más tarde ascendía a 5327.

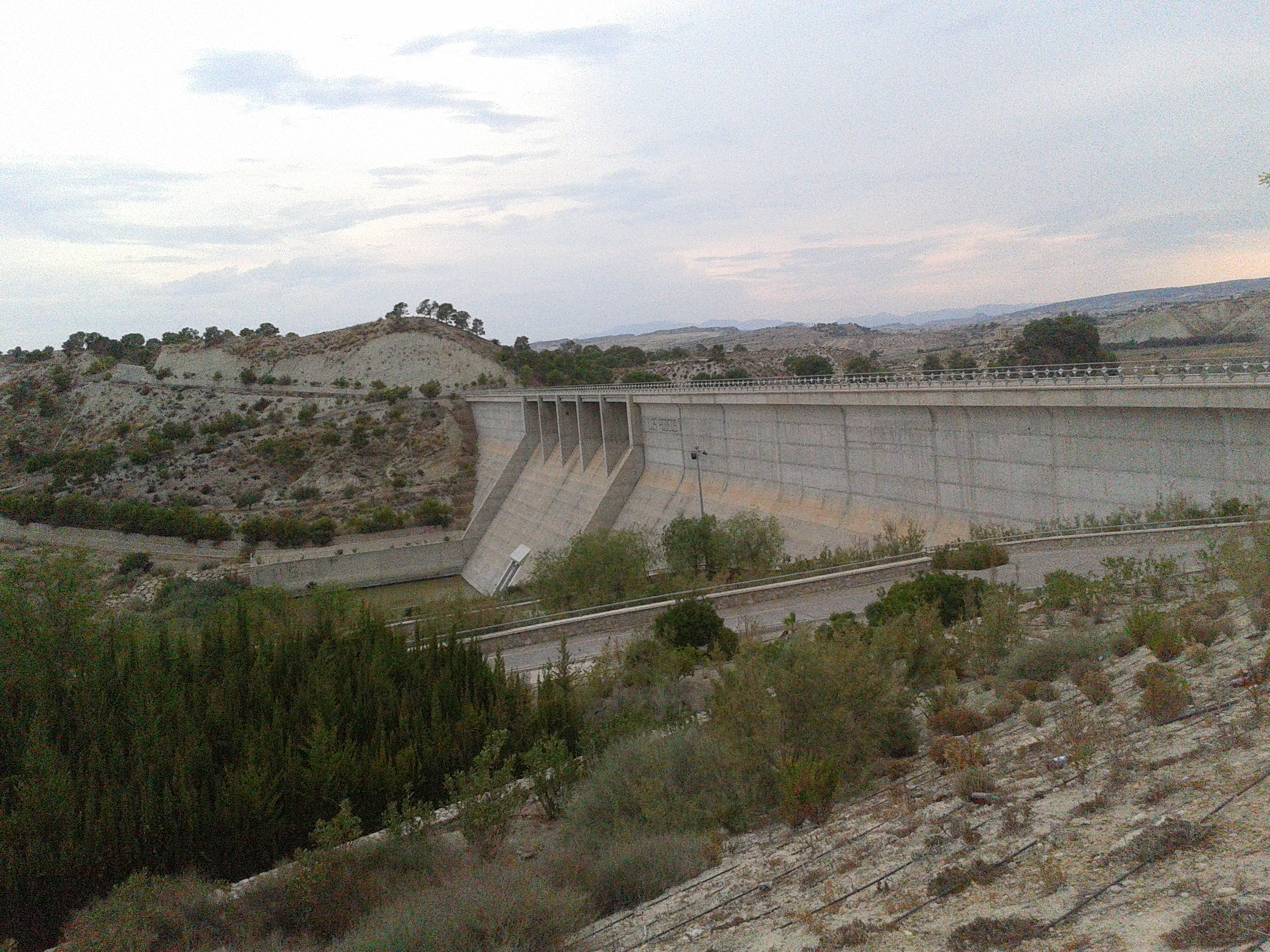
Embalse de Los Rodeos, que represa las aguas del río Mula en periodos de riadas y que hace de límite norte del municipio

Fue a partir de la década de 1960 cuando Las Torres de Cotillas empezó a salir de su aislamiento. Durante la segunda mitad del siglo XX, con especial incidencia en los años finales, el motor económico del gran progreso en la villa fueron la agricultura y la construcción. Por otro lado, la emigración y las tasas de analfabetismo se redujeron. Una de las causas más destacables de esta modernización del último tercio del siglo XX fue la llegada de agua del Trasvase Tajo-Segura. Tampoco hay que olvidar la mejora de las comunicaciones y los transportes. Ello se explica por la cercanía con dos núcleos de población tan importantes como Murcia y Molina de Segura, unido a la estratégica ubicación de Las Torres de Cotillas en el eje viario, que une la capital murciana con Madrid, Levante y Andalucía. En 1994 la villa superaba los 15 000 habitantes.

#### SigloXXI
Al iniciarse el siglo XXI, Las Torres de Cotillas se presenta como un municipio moderno y dinámico, con una economía basada en el sector servicios. Buena muestra de ello son sus más de 21  f000 habitantes, entre los cuales se encuentran numerosos inmigrantes. Además, las urbanizaciones del municipio siguen creciendo, lo que refuerza su pujante sector de la construcción.

## Demografía
Las Torres de Cotillas cuenta con una población de 22 406 habitantes (INE 2024).
| Gráfica de evolución demográfica de Las Torres de Cotillas entre 1842 y 2021 |
| |
| Población de derecho según los censos de población del INE Población de hecho según los censos de población del INEEn estos censos se denominaba Cotillas: 1842, 1857, 1860, 1877, 1887, 1897, 1900 y 1910 |

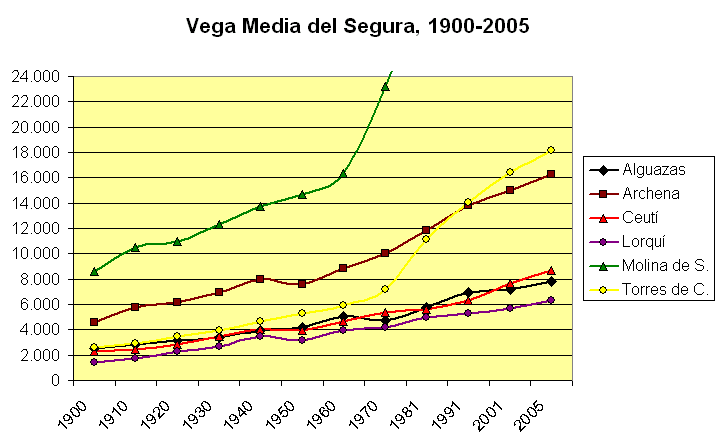
Evolución demográfica de Las Torres de Cotillas (línea amarilla) en el contexto de la comarca

Desde principios del siglo XX, Las Torres de Cotillas ha seguido una evolución ascendente, que la ha llevado a multiplicar por 7 la población de principios de siglo.

## Economía
El municipio de Las Torres de Cotillas posee una importante actividad industrial, siendo sede de diversas factorías de empresas alimentarias (como Fripozo, perteneciente al Grupo Fuertes) así como empresas farmacéuticas como Grifols, productos químicos para consumo como Linasa o factorías de envases como la de Mivisa.
La actividad agrícola, propia de las vegas del Segura, se encuentra en recesión en lo referente al regadío tradicional del valle aluvial, siendo el sector servicios y el sector secundario los mayoritarios.

## Patrimonio

### Edificios

#### Iglesia de Nuestra Señora de la Salceda

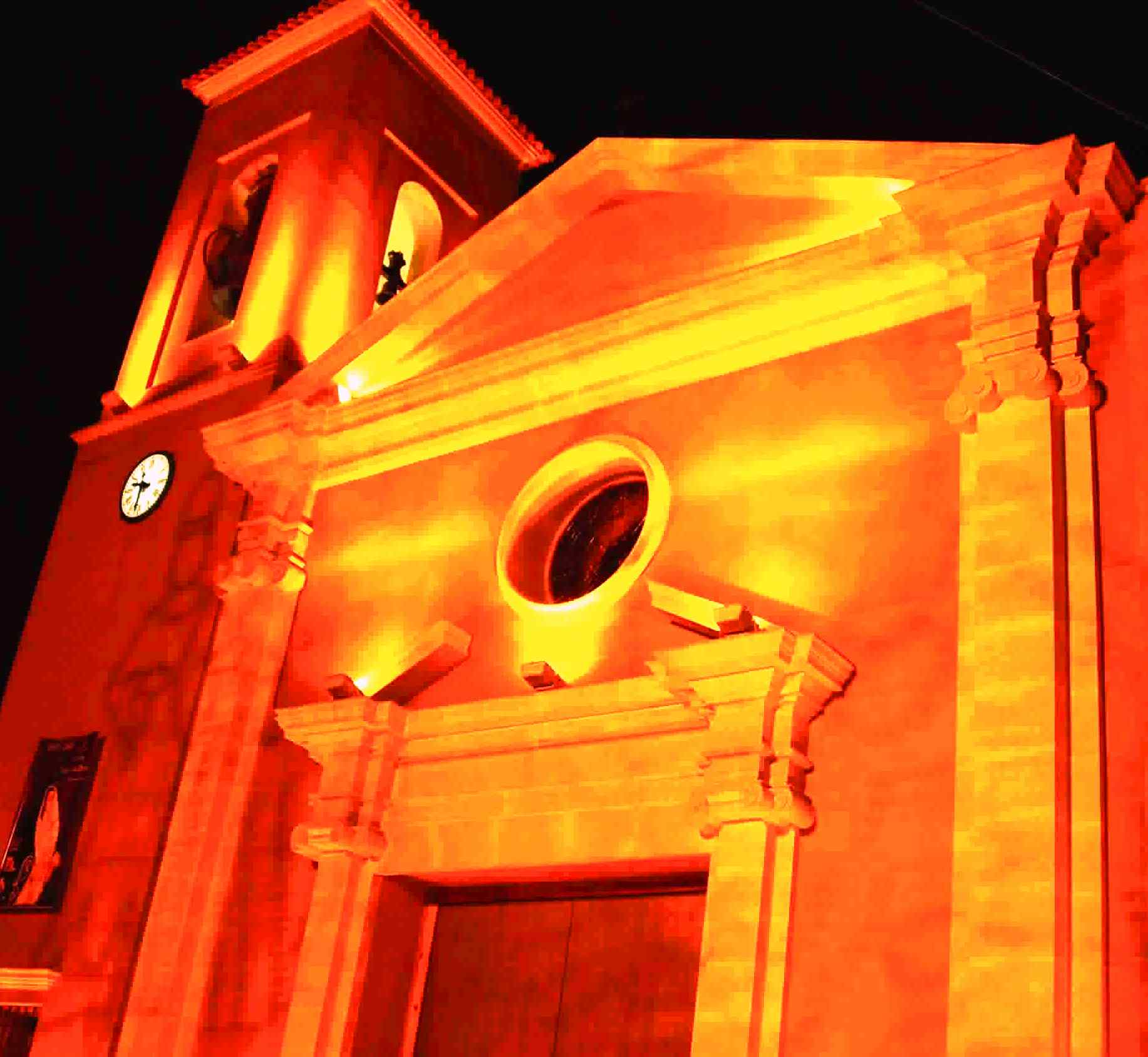
Iglesia de Nuestra Señora de la Salceda iluminada

El templo de Nuestra Señora de la Salceda es un edificio que ha sido recientemente restaurado. Este templo data de finales del siglo XVIII y fue ampliado a mediados y finales del siglo XIX, concluyendo su ampliación en 1902. Es por tanto un edificio datado del siglo XVIII pero con diversas ampliaciones y reformas efectuadas en estos más de 200 años. Durante la Guerra Civil la inmensa mayoría de las imágenes fueron destruidas, incluida la imagen de la patrona y se derribó la parte superior del campanario. Tras la guerra se procedió a la rehabilitación de todo el edificio. Finalmente, en el año 2005 se emprendió un proyecto de reforma y restauración de toda la edificación.
En su interior son dignas de visita la capilla de Nuestro Padre Jesús o la de los D´Estoup, donde aún se conservan unos escudetes de fines del siglo XIX, el camarín de la virgen de la Salceda, la girola que circunda y el campanario, así como la propia imagen de la patrona, Nuestra Señora de la Salceda, realizada en 1941 por el gran escultor murciano Juan González Moreno.

#### Palacete de los D'Estoup

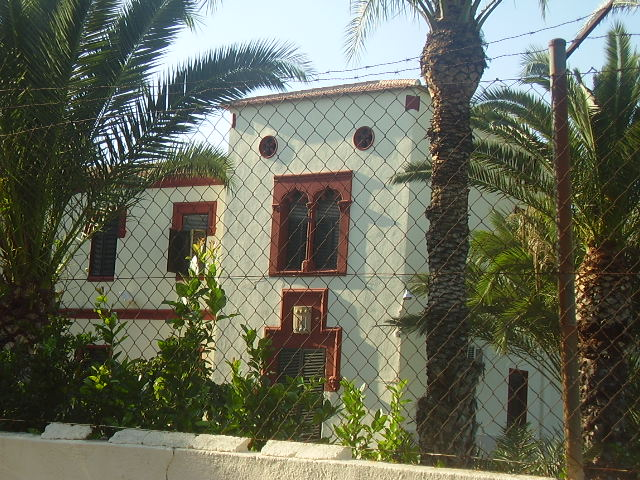
Palacete de los D'Estoup

Casa solariega construida a mediados y fines del siglo XIX de estilo ecléctico. En dicho edificio podemos destacar su fachada basada en leones, blasones, rosetones, diversos arcos y adornos que sorprenden al visitante por su originalidad. Originalmente el edificio poseía una torre almenada la cual desapareció hace unos años. De su interior destacar su magnífica escalera del siglo XIX con un farol original de la época.
En cuanto a su historia podemos decir que hasta la Guerra Civil fue un edificio puramente burgués o solariego pero al llegar a la misma fue convertido en hospital y se quemó en dicho edificio una importante biblioteca que era considerada la segunda más importante de España.
Tras los numerosos destrozos de estos años el edificio quedó cerrado y en los años 60 la llegada de las Misioneras Divino Maestro y su idea de reconvertirlo en colegio dio vida a este antiguo edificio. Ellas son las encargadas de la conservación de los elementos que hemos citado y de otros, labor que desarrollan excelentemente bien con las necesarias transformaciones que el paso del tiempo va exigiendo pero manteniendo su esencia original y sabor al pasado torreño lo cual reconoce su labor educativa y cultural en el municipio.

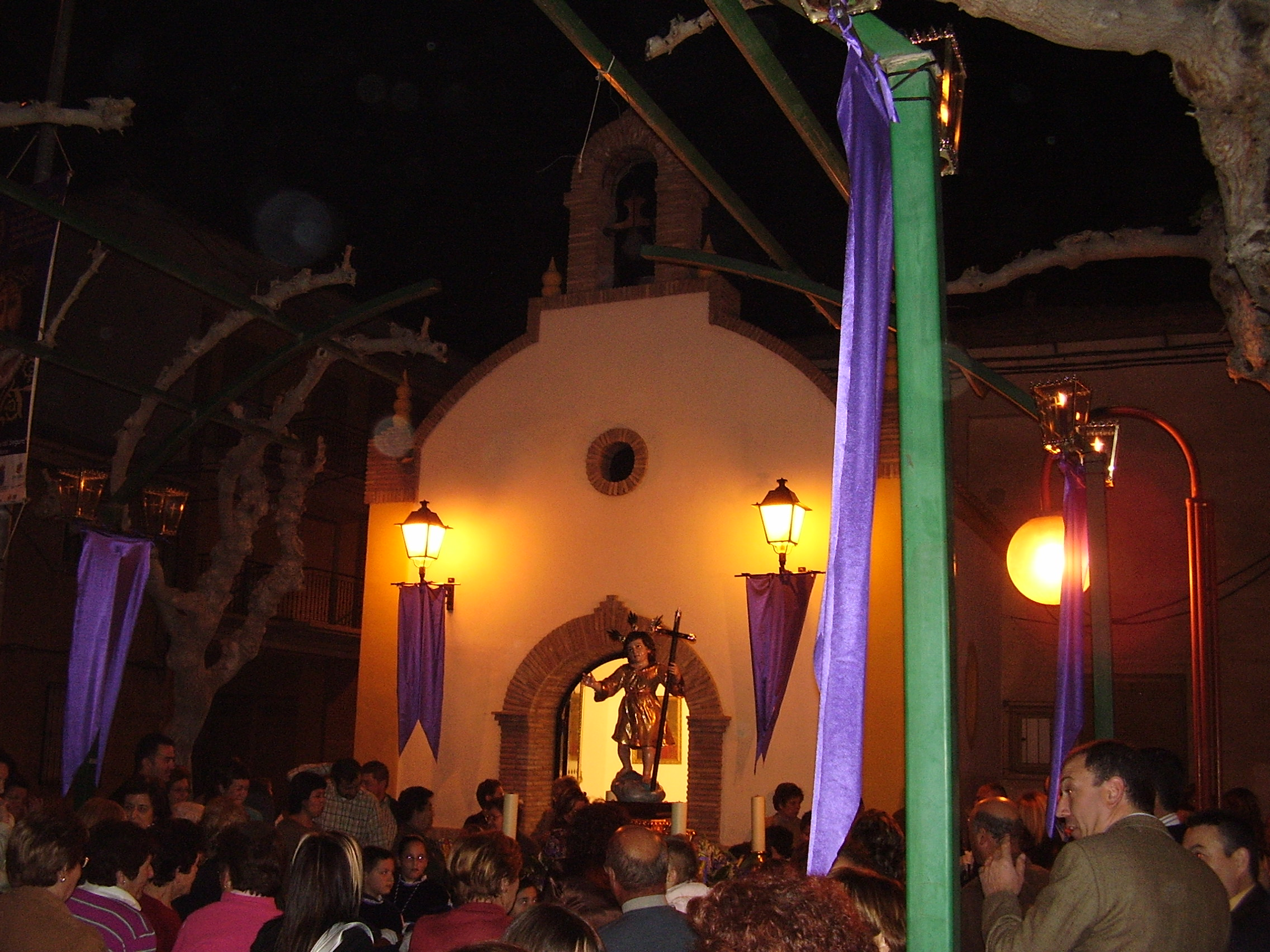
Ermita de la Cruz

#### Ermita de la Cruz
Esta ermita tiene su origen en el período de ampliación de la iglesia de Nuestra Señora de la Salceda (mediados del XIX e inicios del siglo XX). No obstante, ha sufrido a lo largo de los más de sus 100 años de existencia numerosas reformas internas y externas, que a simple nos puede parecer que no tiene tal antigüedad cuando sí que la tiene y que a continuación comentaremos.
Al hacer falta en el municipio una ermita, puesto que la iglesia parroquial se encontraba en obras de ampliación, se construyó dicha ermita. No obstante, cuenta la tradición popular que en el transcurso de una gran riada, proveniente del campo, apareció milagrosamente una cruz y, una vez desaparecidas las aguas, quedó clavada en tierra sin intermedio de mano humana; sobre ese lugar indicado se construyó la ermita.
De hecho, se tienen noticias de que en 1902 se celebró alguna boda e incluso alguna misa corpore insepulto, por estar en obras la iglesia parroquial. Es probable también que la procesión de Domingo Ramos también tuviera su salida desde dicha ermita por estos años, tal y como ocurre en la actualidad según algunos datos. 
Con la llegada de la Guerra Civil, la ermita fue saqueada y la cruz quemada. De hecho, de su ajuar sólo se salvó un cuadro que representaba a una Virgen Dolorosa y que fue escondido por un vecino. Una vez concluida la guerra, se restauró la ermita con el dinero aportado por todos los vecinos. Se fabricó una nueva cruz, confeccionada por el carpintero Antonio Morell, a imitación de la primera. El altar mayor, todavía en pie, fue construido por el maestro de obras Rafael Martínez García. 
En 1979 el edificio sufrió varias reformas internas y externas; se arregló la cúpula y el fondo del altar y se sustituyó la puerta antigua de madera, provista de herrajes entrelazados por una de aluminio.
A finales de la década de los 90 se realiza una restauración completa de toda la fachada, de su interior y de su puerta de aluminio presentando el aspecto que hoy día conocemos. Hoy día es una ermita sencilla pero digna de ver y de visitar con toques austeros clasicistas y con sus rasgos típicos de fines del XIX e inicios del XX en la decoración de la techumbre superior de la ermita.

#### Peñeta de La Florida

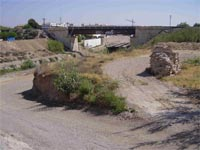
Peñeta de La Florida. pero con base medieval. El puente del ferrocarril aparece al fondo

Se trata del vestigio hidráulico más antiguo que se conserva en el municipio torreño. Correspondía a un antiguo acueducto medieval que comunicaba las villas de Alguazas y Cotillas durante el siglo XVI (y probablemente también en el siglo XIV) y que fue destruido en el siglo XVII por la riada de San Calixto, quedando en pie tras 4 siglos un muro de argamasa. Está pendiente de ser restaurado tras su declaración como Bien Catalogado por la consejería de Cultura de la Región de Murcia.

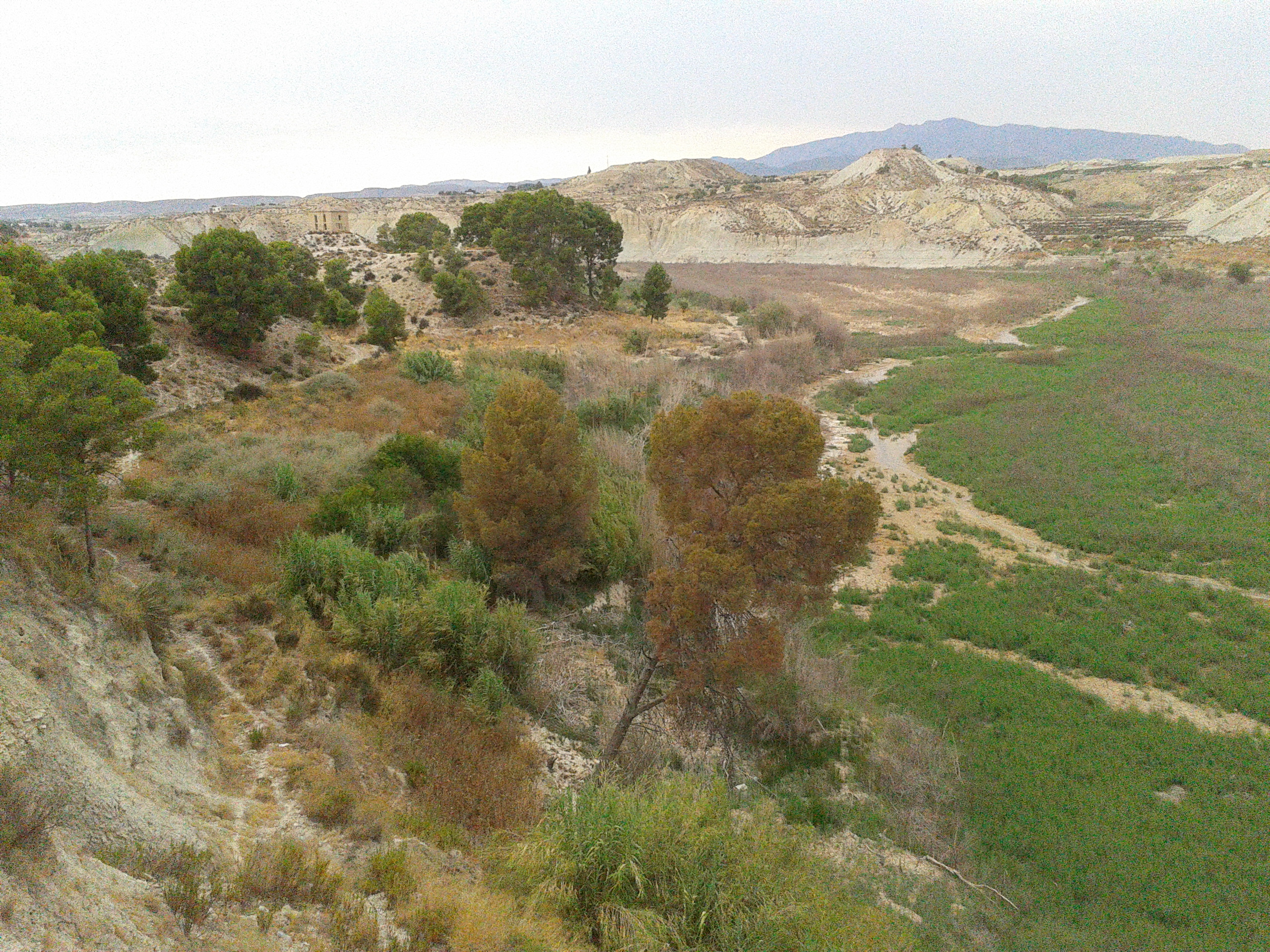
El Rodeo de la Ermita y su Palomar, de fines del, con el cauce del río Mula a la derecha

#### Casas-cueva del Rodeo y Palomar.
Son unas casas-cueva ubicadas en el término municipal de Las Torres de Cotillas, en su parte más occidental, limitando con Campos del Río. Originarias de finales del siglo XIX e inicios del XX.

#### Estación del ferrocarril
El ferrocarril, así como su actividad económica fueron fundamentales desde antiguo en este municipio. Casi al límite de la zona de la huerta torreña con el pueblo encontramos la antigua estación del ferrocarril de la localidad, que hoy día está restaurada y se dedica a la restauración. Dicha estación fue construida a fines del siglo XIX.

#### Ermita de San Pedro.
Ubicada en la pedanía torreña del barrio de San Pedro, también llamado Cotillas la Antigua (donde inició su andadura el municipio como señorío en 1318), procede de finales del siglo XIX, edificada sobre el que sería primer templo cristiano del municipio. Conserva un hermoso misal editado en 1859. Las medidas del edificio son de 6 x 5,23 metros. En 1979 fue restaurada. Durante la década de los 80 y 90 la ermita sufrió intensas reformas dejando al edificio tal y como lo conocemos hoy día. La imagen de San Pedro Apóstol lleva expuesta a piedad popular de 120 a 130 años.
Además, en el municipio hay otras muchas ermitas en sus distintas pedanías:
- Ermita de La Loma: dedicada a San Joaquín data de los años 70 del pasado siglo XX (recientemente restaurada).
- Ermita de La Condomina: dedicada a San José data de los años 70 del pasado siglo XX.
- Ermita de La Florida: dedicada a la Virgen del Pilar data de los años 60 y 70 del pasado siglo XX.
- Ermita de La Media Legua: dedicada a San Francisco de Asís data de los años 90 del pasado siglo XX.
- Iglesia Nuestra Señora de la Asunción. Construida en torno a 1980 y ubicada en la pedanía de Los Pulpites.
- Ermita de Nuestra Señora de la Salceda del Coto: dedicada a la Virgen de la Salceda, patrona de la localidad desde la cual dicha imagen (réplica de la imagen original de la parroquia principal) baja en romería hacia Las Torres de Cotillas en las fiestas patronales y es devuelta a su ermita tras el fin de dichas fiestas.

### Museos

#### Exposición permanente o museo de Semana Santa de Las Torres de Cotillas
Las Torres de Cotillas posee un minimuseo o exposición permanente de su Semana Santa torreña que recibe el nombre de Exposición Cabildo Superior de Cofradías.
Este museo, inaugurado en el año 2014, se encuentra ubicado en la antigua casa consistorial de la localidad, en pleno casco urbano del municipio. En dicha exposición las 8 cofradías de Semana Santa del municipio, así como la Asociación de Tamboristas, exponen estandartes, fotografías antiguas, trajes de nazareno antiguos, elementos antiguos de las cofradías, etc. Además, posee un vídeo explicativo de la importancia de la Semana Santa en la localidad, así como su evolución histórica.
Además, posee en otra de sus salas Dioramas de la Pasión, entre otros. 

#### Centro de Jóvenes Artistas

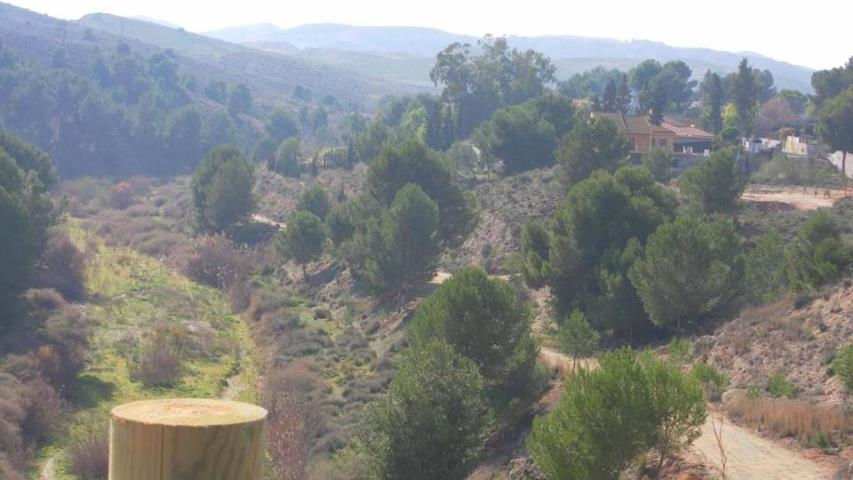
Paraje natural de la Rambla Salada en Las Torres de Cotillas

Es un colorido centro donde se muestran exposiciones itinerantes de artistas locales y regionales, así como sede del belén municipal de la localidad en fechas navideñas.

### Jardines y parajes naturales
Hay lugares muy interesantes como la Rambla Salada o el Rodeo de la ermita o los paisajes de badlands dignos de visitar en el municipio. 
Entre los jardines podemos destacar el parque de la Constitución y el de Paco Rabal, entre otros.

## Administración y política

### Gobierno municipal
Ayuntamiento gobernado por mayoría absoluta del PSRM-PSOE durante los cuatro primeros mandatos democráticos, a la que sucedió una coalición de Populares e Independientes en el quinto y de PSOE e Izquierda Unida (IU) en el sexto mandato.
Tras las elecciones locales de 2003 por primera vez un partido distinto del PSOE, el PP alcanza mayoría absoluta y accede a la alcaldía Domingo Coronado.
Tras las elecciones locales del 26 de mayo de 2019, el PSOE recupera la alcaldía al ser el más votado y gracias al acuerdo establecido con Ciudadanos (CS). En 2023 se produjo un cambio de gobierno debido al acuerdo entre PP y Vox, segunda y tercera fuerzas más votadas.
| Periodo   | Nombre                        | Partido | Partido                                               |
| --------- | ----------------------------- | ------- | ----------------------------------------------------- |
| 1979-1981 | Juan de la Cruz Molina Molina |         | Partido Socialista de la Región de Murcia (PSRM-PSOE) |
| 1981-1983 | Antonio Contreras López       |         | Partido Socialista de la Región de Murcia (PSRM-PSOE) |
| 1983-1987 | Jesús Ferrer García           |         | Partido Socialista de la Región de Murcia (PSRM-PSOE) |
| 1987-1991 | Antonio Contreras López       |         | Partido Socialista de la Región de Murcia (PSRM-PSOE) |
| 1991-1995 | José Beltrán Abellán          |         | Partido Socialista de la Región de Murcia (PSRM-PSOE) |
| 1995-1999 | Manuel Fernández Sandoval     |         | Partido Popular (PP)                                  |
| 1999-2003 | Jesús Ferrer García           |         | Partido Socialista de la Región de Murcia (PSRM-PSOE) |
| 2003-2017 | Domingo Coronado Romero       |         | Partido Popular (PP)                                  |
| 2017-2019 | Isabel María Zapata           |         | Partido Popular (PP)                                  |
| 2019-2021 | Joaquín Vela Fernández        |         | Partido Socialista de la Región de Murcia (PSRM-PSOE) |
| 2021-2023 | Francisco Jesús López         |         | Partido Socialista de la Región de Murcia (PSRM-PSOE) |
| 2023      | Mª Eugenia Sánchez            |         | Partido Popular (PP)                                  |
| 2023-act. | Pedro José Noguera            |         | Partido Popular (PP)                                  |

| Partido político                                      | 2023                     | 2023                     | 2023                     | 2019  | 2019  | 2019       | 2015  | 2015  | 2015       | 2011  | 2011  | 2011       | 2007  | 2007  | 2007       |
| Partido político                                      | %                        | Votos                    | Concejales               | %     | Votos | Concejales | %     | Votos | Concejales | %     | Votos | Concejales | %     | Votos | Concejales |
| Partido Socialista de la Región de Murcia (PSRM-PSOE) | 42,99                    | 4454                     | 10                       | 38,40 | 3681  | 9          | 24,73 | 2271  | 5          | 19,59 | 1939  | 4          | 23,66 | 2350  | 4          |
| Partido Popular (PP)                                  | 29,64                    | 3071                     | 7                        | 34,04 | 3263  | 8          | 43,38 | 3984  | 10         | 68,32 | 6763  | 16         | 68,94 | 6846  | 13         |
| Vox                                                   | 17,67                    | 1831                     | 4                        | 8,83  | 847   | 2          | –     | –     | –          | –     | –     | –          | –     | –     | –          |
| Ciudadanos (CS)                                       | 4,49                     | 466                      | 0                        | 12,46 | 1195  | 2          | 18,52 | 1701  | 4          | –     | –     | –          | –     | –     | –          |
| Izquierda Unida (IU)                                  | 1,53                     | 159                      | 0                        | 2,67  | 256   | 0          | 11,56 | 1062  | 2          | 6,68  | 661   | 1          | 4,95  | 492   | 0          |
| Podemos                                               | Con Izquierda Unida (IU) | Con Izquierda Unida (IU) | Con Izquierda Unida (IU) | 2,66  | 255   | 0          | –     | –     | –          | –     | –     | –          | –     | –     | –          |

### Organización territorial
Las Torres de Cotillas cuenta con numerosas pedanías repartidas a lo largo de su territorio de 39 km².
- Pedanía de la Condomina: Situado en la parte norte del municipio, junto al río Mula, muy próximo a la pedanía de la Florida. En esta pedanía se encontraron restos de mosaicos romanos. Es una pedanía que tiene sus orígenes a fines del siglo XIX e inicios del XX.
- Pedanía de la Florida: Situado también en la parte norte del municipio, en las proximidades del río Mula, limitando con el municipio de Alguazas. Este barrio está atravesado por la N-344. En esta pedanía se encuentra el vestigio de un antiguo acueducto medieval. No obstante, el desarrollo poblacional de la pedanía data de inicios del siglo XX aunque hubiera algún caserón con anterioridad en el siglo XIX.
- Pedanía de San Pedro: Situada en la parte noreste del municipio. Está junto a la desembocadura del río Mula con el río Segura. A lo largo de la historia ha sufrido grandes inundaciones. Cuenta con un polígono industrial. Los orígenes del municipio se encuentran en esta pedanía, que era llamada Cotillas la Antigua y que tuvo presencia musulmana y cristiana como alquería y posterior villa (siglos XIV al XVIII) hasta que la sede del municipio se trasladó a la población de Las Torres de Fuentes en el siglo XVIII. Poseía una torre medieval cristiana que existió hasta los años 1940 y de la cual hay alguna posibilidad de restos arqueológicos.
- Barrio del Carmen: Conocido popularmente como Las Parcelas. Está situado junto al casco urbano, entre este y la pedanía de La Florida. Actualmente se ha construido un nuevo instituto de secundaria en este barrio.
- Pedanía de La Loma: Situada en la parte este del municipio, junto al margen del río Segura. Limita con el municipio Molina de Segura, separadas por el río citado anteriormente. En esta pedanía se encontraron unas termas romanas del siglo I d. C. Por lo que el origen de esta pedanía es romano y fue el núcleo de Las Torres de Cotillas en dicho período ya que dichas termas correspondían a una villa romana donde también aparecieron monedas y tumbas infantiles y otros restos. El origen contemporáneo de la pedanía está en el siglo XIX.
- Pedanía de La Media Legua: Situada en la parte sur del municipio, junto a la Rambla Salada. Cuenta con un polígono industrial y limita con el municipio de Murcia. Es la pedanía más joven de Las Torres de Cotillas (se creó en los años 1960).
- Pedanía de Los Pulpites: Situado en la parte sur del municipio, junto al casco urbano. Es la pedanía donde más habitantes viven y la más importante de Las Torres de Cotillas. Cuenta con el instituto más importante del municipio. Esta pedanía data del siglo XIX y tiene un casco viejo muy interesante con calles antiguas y entrecortadas que nos hacen una idea de la época. Muchas de las actuales casas han sido restauradas por los predecesores. Además, en esta pedanía se encuentra el gran parque de Paco Rabal (el más largo en cuanto a longitud se refiere del municipio) y hay unas urbanizaciones como Los Pulpites II que han dado un valor interesante a esta zona que cuenta con varios jardines.

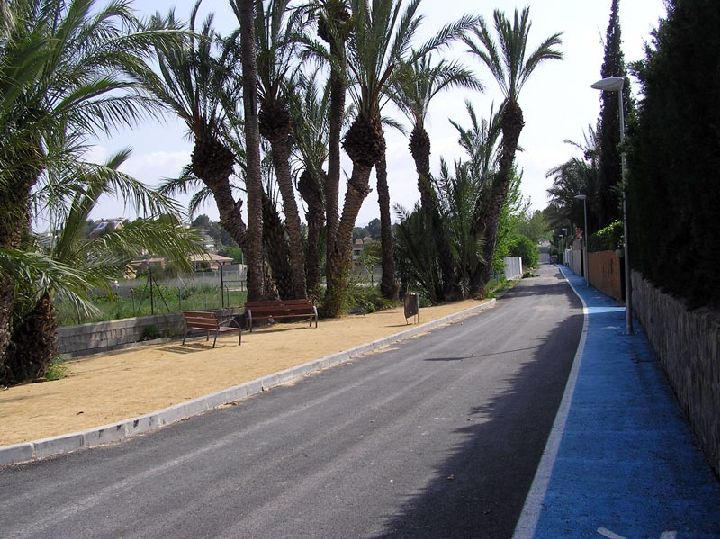
Rincón de las Delicias, en la entrada a la urbanización torreña del Parque de las Palmeras

- Urbanización Parque de las Palmeras: Situado en la parte sur del municipio, es la urbanización más antigua de las 3 que tiene el municipio.
- Urbanización Los Romeros: Situada en la parte sur del municipio, al oeste de la urbanización Parque de las Palmeras. Es la segunda urbanización construida en el municipio. Actualmente cuenta con un hotel catalogado en dos estrellas.
- Urbanización El Coto: Situada en la parte sur del municipio, entre Rambla Salada y las urbanizaciones Parque de las Palmeras y Los Romeros. Cuenta con una ermita dedicada a la patrona de la localidad y con un albergue, así como un bello paraje natural para hacer senderismo como es el entorno natural de Rambla Salada (incluido en la red ecoturística de la Región de Murcia).
- La Pilíca: Situada al oeste del municipio a las afueras del casco urbano. Cuenta con un equipo de fútbol y una instalación deportiva. Muy cerca está el paraje del Rodeo de la ermita donde hay un palomar del siglo XIX y unas casas-cueva de fines del siglo XIX e inicios del XX.
- Lo Cortao: Situado al oeste del municipio limita con el municipio de Campos del Río.
- Las Pedreras: Situado en el suroeste del municipio, contaba con canteras de piedra a principios del siglo XX.
- Los Albardines: Situado en el suroeste del municipio, junto a Rambla Salada.

## Hermanamientos
- Arganil (Portugal)[cita requerida]
- Firminy (Francia)[cita requerida]

## Cultura

### Fiestas
Entre las fiestas populares de la localidad pueden citarse las siguientes:
- San Antón el 17 de enero.
- Semana Santa en la que destaca la figura del demonio en la procesión del Domingo de Resurrección.
- Día de la Cruz el 3 de mayo.
- Fiestas patronales en honor de Nuestra Señora de la Salceda la última semana de agosto con desfile de carrozas y comparsas, festival internacional de folclore, diversos conciertos y pasacalles y actividades, procesión de la Virgen de Nuestra Señora de la Salceda, vaquilla y la Quema del Raspajo.
- Encuentros vecinales como la Noche de la Sardinada y la Zurra, donde el mar y la huerta se dan la mano en una noche torreña y veraniega de agosto.

### Semana Santa
La Semana Santa de Las Torres de Cotillas es una de las más importantes de la comarca de la Vega Media del Segura por su trayectoria histórica y evolución desde las primeras cofradías a inicios del siglo XVII pasando por su evolución y transformación a fines del siglo XIX e inicios del siglo XX hasta su vistosidad y mayor esplendor desde los años 80 del siglo XX a la actualidad. 
8 cofradías se encargan de hacer una muy vistosa, intensa y emotiva Semana Santa.

### Gastronomía
Las Torres de Cotillas posee una rica gastronomía que conjuga platos de la huerta y del campo como la sémola, potaje de arroz, migas ruleras, pisto de la Vega Media, michirones, olla gitana, arroz y jardín, con habichuelas o con conejo (como ejemplo de platos huertanos), además de cabezas de cordero u ollas de cerdo (como ejemplo de platos campestres de las tradicionales "matanzas" de cerdo o cordero que se hacían y se hacen a veces en el campo torreño). En postres destacar los paparajotes, los tradicionales melocotones en almíbar, buñuelos con chocolate, tortas fritas o de anís.

## Servicios

### Transporte

#### Carretera
El municipio dispone de varias conexiones desde la AP-7 (a través de su enlace por la N-344, que discurre por la zona sur del casco urbano municipal) y la RM-15 (por medio de la carretera de Mula).

#### Autobús

##### Urbano
Dispone de la línea 1, una ruta operada por la empresa Aurbús que une el casco urbano con los diferentes barrios del municipio.

##### Interurbano
El servicio de viajeros por carretera del municipio se engloba dentro de la marca Movibus, el sistema de transporte público interurbano de la Región de Murcia (España), que incluye los servicios de autobús de titularidad autonómica.
| Línea | Recorrido                                                                          | Operador |
| ----- | ---------------------------------------------------------------------------------- | -------- |
| 14    | Alcantarilla - Javalí Nuevo - Las Torres de Cotillas - Alguazas - Molina de Segura | Monbus   |
| 34    | Las Torres de Cotillas - Murcia                                                    | Interbus |